# Batavus
Batavus BV ist ein niederländischer Fahrradhersteller in Heerenveen. Das 1904 gegründete Unternehmen gehörte zu den größten Herstellern der Niederlande. Batavus gehört heute zur niederländischen Accell Group.

## Geschichte

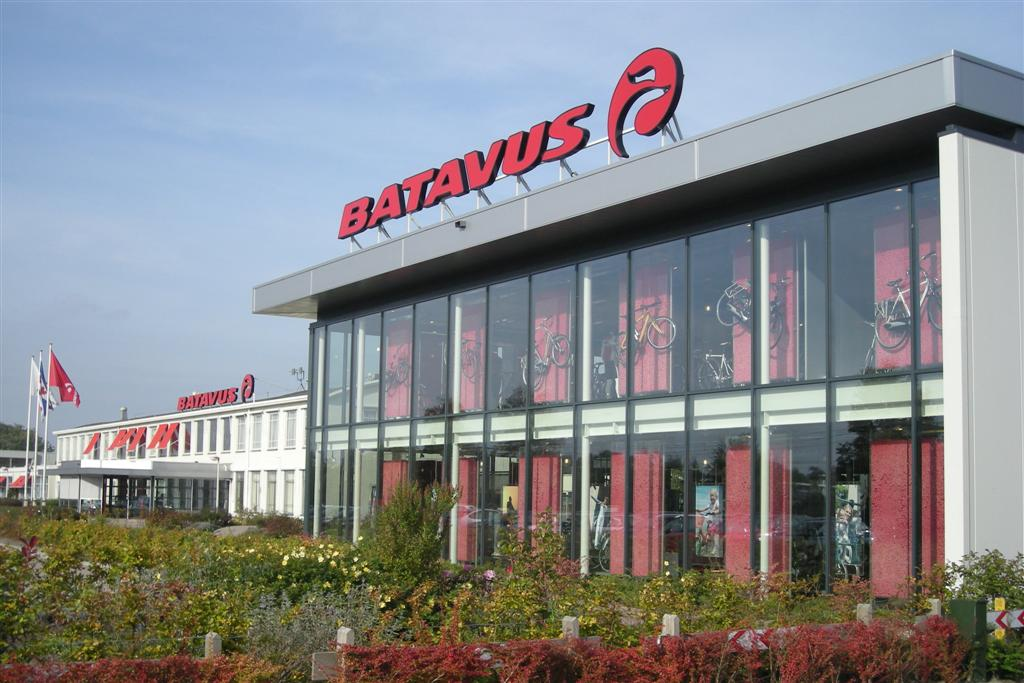
Batavus-Stammsitz in Heerenveen

Batavus wurde 1904 gegründet. Batavus Intercycle Corporation war der führende Hersteller von Rädern und Mopeds in den Niederlanden der 1970er Jahre. In ihren produktivsten Zeiten hatte die Firma 33.000 Quadratmeter Produktionsfläche. Die Fabrik in Heerenveen hatte 700 Mitarbeiter, um 70.000 Batavus-Mopeds und 250.000 Fahrräder im Jahr herzustellen. Batavus exportierte 55 Prozent seiner Produktion.
Im Jahre 2010 bildete Batavus zusammen mit der Bäumker & Co. GmbH, einem 1931 gegründeten Großhändler aus Rheine (Westfalen), die Batavus Bäumker GmbH und wurde von der niederländischen Accell Group übernommen.

## Batavus Professional
Von den frühen 1970er Jahren bis Anfang der 1990er Jahre produzierte Batavus eine Reihe professioneller Rennrad-, Cyclocross-, Reiserad- und Zeitfahrrahmen. Die Rahmen trugen den Schriftzug Handbuilt in Holland by Batavus. Die Rahmen waren in den Rohrqualitäten 531C, 531P (Reynolds-Rohre) und SL, SP and SLX (Columbus-Rohre) erhältlich. Die Ausfallenden kamen von Campagnolo.

## Motorisierte Fahrzeuge
Von 1930 bis 1984 wurden auch Motorfahrzeuge hergestellt.
Gebaut wurden Motorräder bis 150 cm³ Hubraum mit Einbaumotoren von Villiers Ltd., ILO und Sachs, auch als Transport-Krafträder.
In den 50er Jahren zumeist „Bromfietsen“, eine in Deutschland etwa dem Moped entsprechende Fahrzeugklasse mit Pedalen und 50 cm³ Hubraum bei etwa 40 km/h, die in den Niederlanden damals für alle ab 16 Jahren frei zu fahren waren. Dabei spielte die Bilonet (Batavus mit ILO Motor und nettem Aussehen) eine herausragende Rolle, mit denen zwecks Marketing auch Fernfahrten gemacht wurden.
In Deutschland wurden die Mofas, Mopeds, Mokicks und Kleinkrafträder unter dem Namen Starflite unter anderem auch bei Karstadt verkauft.

### Starflite Modelle
(Quelle: )
- Mini Starflite (Mofa)
- Starflite 25 (Mofa) auch als Starflite 25 Luxus oder de Luxe (Mofa)
- Starflite Swing 25 Luxus (Mofa)
- Starflite Tramp 25 Luxus (Mofa) auch als Junior
- Starflite Bronco GLS (Mofa)
- Starflite 40 (Moped) auch als Swing 40
- Starflite GT 50 später GTM (Kleinkraftrad)
- Starflite GTS electronic (Kleinkraftrad)

## Radsport
Batavus hatte ein eigenes Amateur-Team. Ab Mitte der 1980er Jahre war Batavus offizieller Ausstatter des niederländischen KNWU/AMEV-Teams.

## Bilder

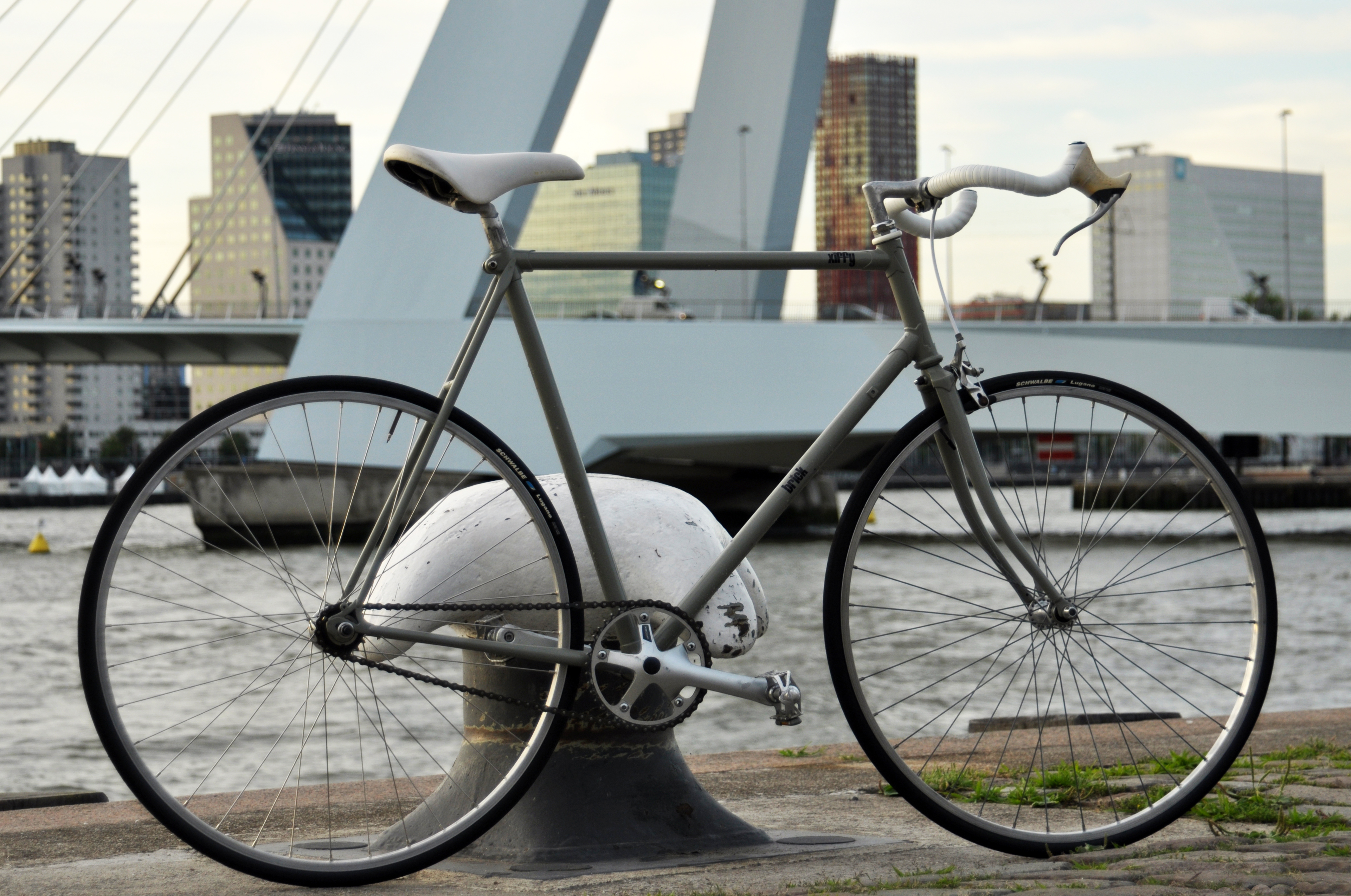
Ein alter Batavus-Rahmen, neu lackiert und als Fixed-Gear-Rad aufgebaut
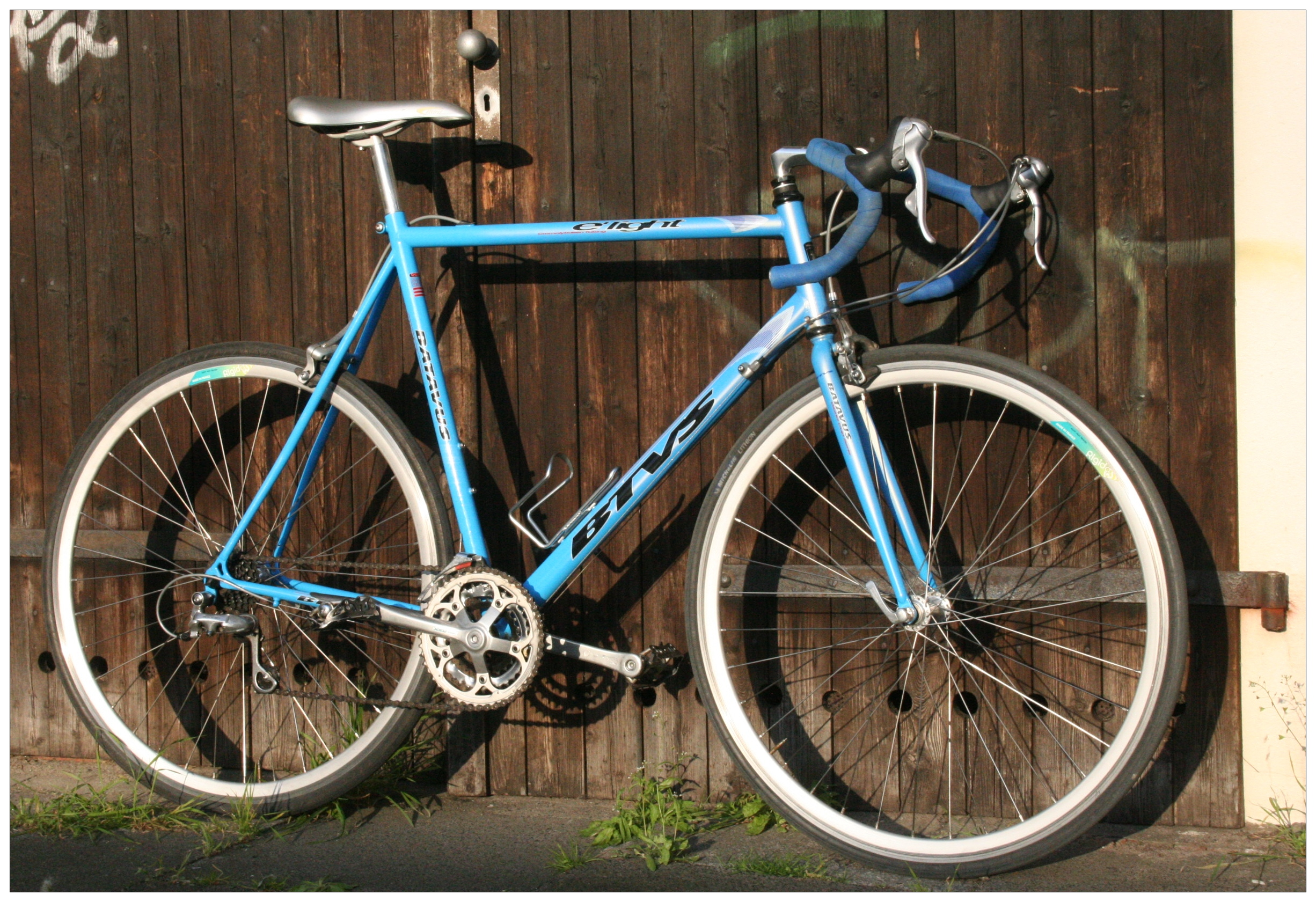
Ein Batavus-Rennrad mit CrMo-Stahl-Rahmen und Shimano-Schaltung, ca. Mitte der 90er Jahre gebaut
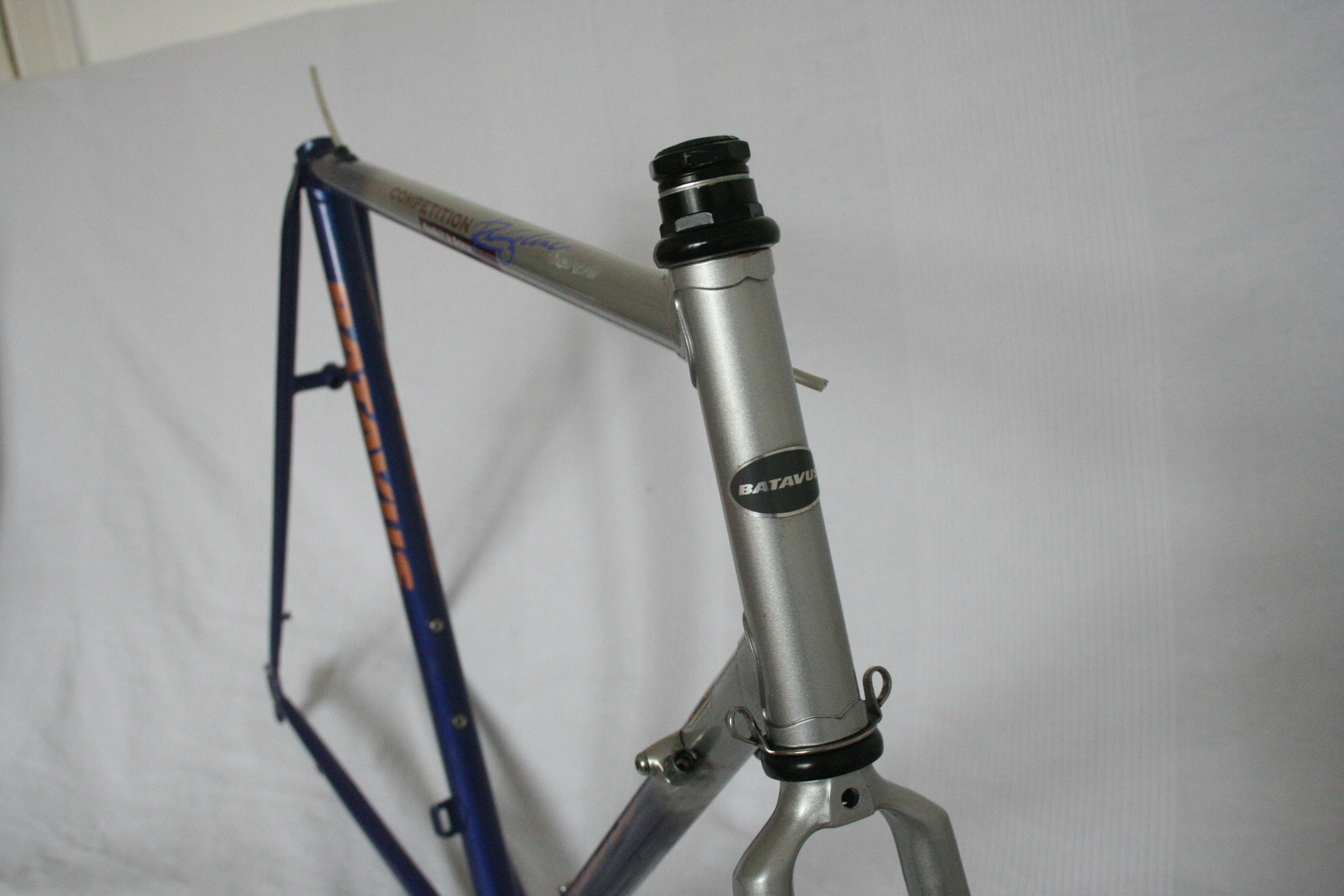
Batavus-„Competition“-Rennradrahmen aus Reynolds 531
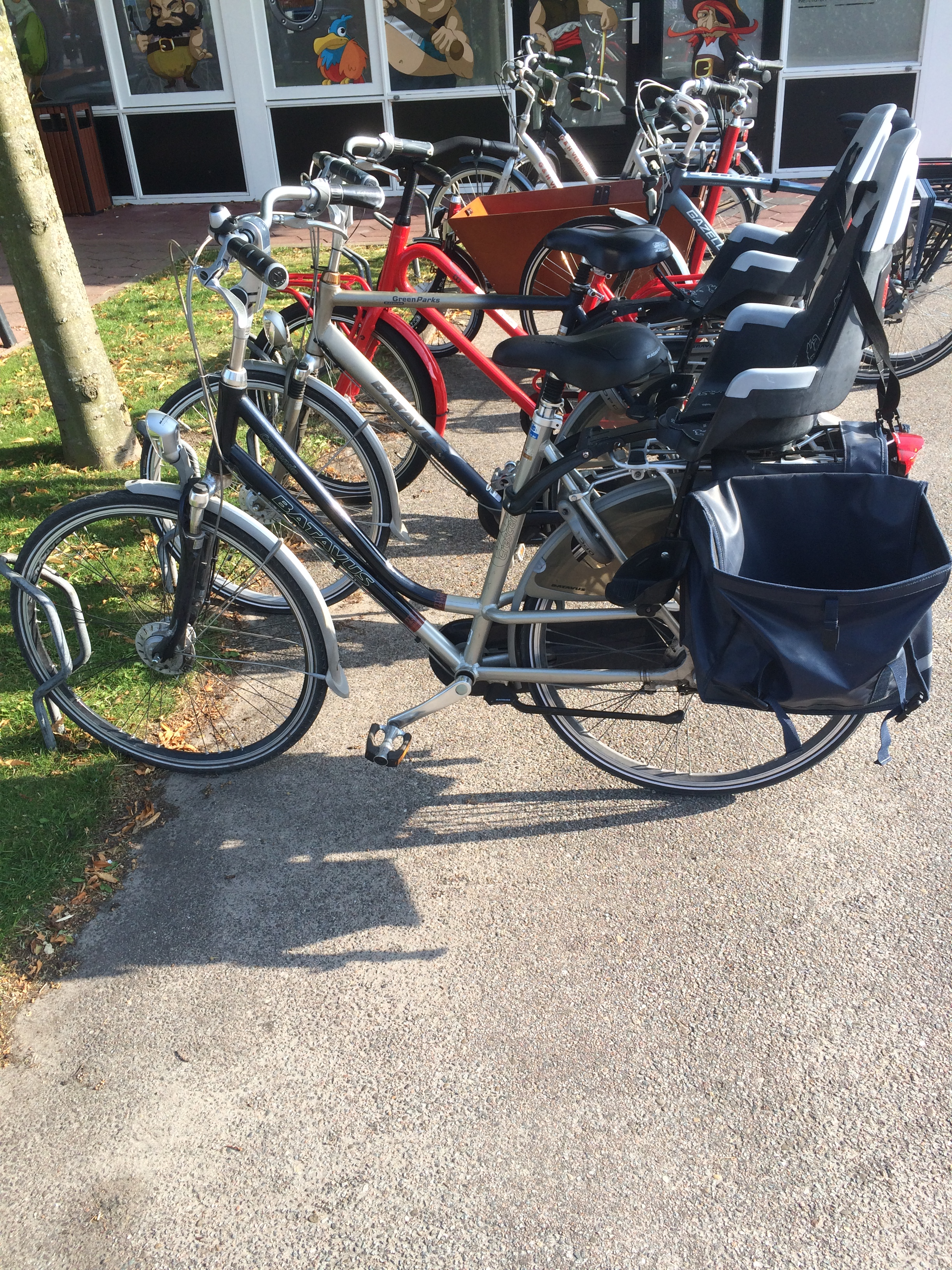
Batavus-Tourenrad
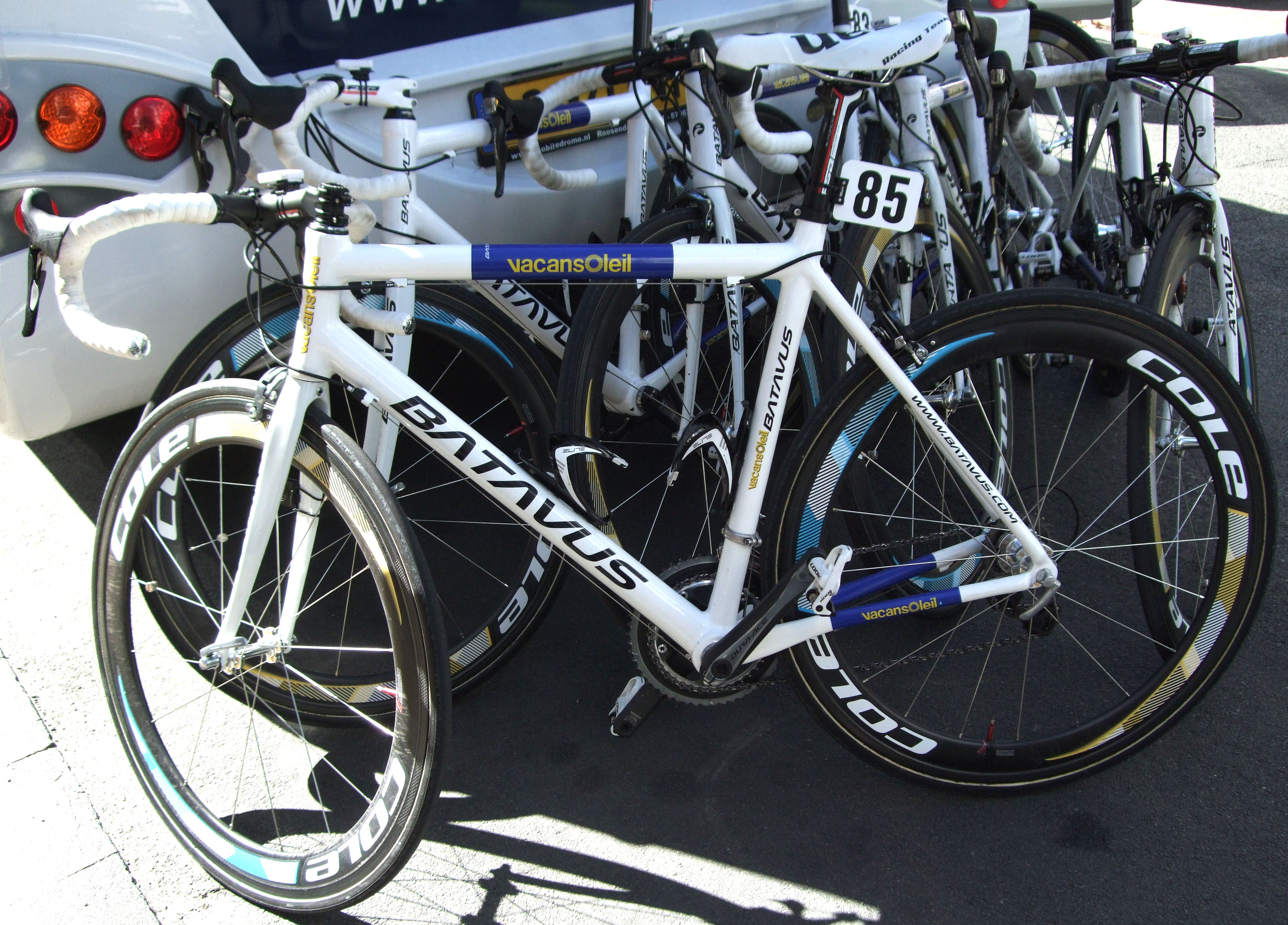
Tour du Poitou-Charentes 2010.